# Elm Creek (Texas)
Elm Creek è un census-designated place degli Stati Uniti d'America situato nella contea di Maverick dello Stato del Texas.
La popolazione era di 2.469 persone al censimento del 2010.

## Geografia fisica
Elm Creek è situata a 28°46′25″N 100°29′27″W (28.773525, -100.490801).
Secondo lo United States Census Bureau, ha un'area totale di 2,8 miglia quadrate (7,3 km²).

## Società

### Evoluzione demografica
Secondo il censimento del 2000, c'erano 1.928 persone, 462 nuclei familiari e 437 famiglie residenti nella città. La densità di popolazione era di 682,8 persone per miglio quadrato (264,0/km²). C'erano 519 unità abitative a una densità media di 183,8 per miglio quadrato (71,1/km²). La composizione etnica della città era formata dal 55,55% di bianchi, lo 0,10% di afroamericani, lo 0,57% di nativi americani, lo 0,62% di isolani del Pacifico, il 41,23% di altre razze, e l'1,92% di due o più etnie. Ispanici o latinos di qualunque razza erano il 97,15% della popolazione.
C'erano 462 nuclei familiari di cui il 70,1% aveva figli di età inferiore ai 18 anni, il 79,4% aveva coppie sposate conviventi, il 13,4% aveva un capofamiglia femmina senza marito, e il 5,4% erano non-famiglie. Il 5,0% di tutti i nuclei familiari erano individuali e l'1,7% aveva componenti con un'età di 65 anni o più che vivevano da soli. Il numero di componenti medio di un nucleo familiare era di 4,17 e quello di una famiglia era di 4,31.
La popolazione era composta dal 44,2% di persone sotto i 18 anni, l'8,5% di persone dai 18 ai 24 anni, il 29,3% di persone dai 25 ai 44 anni, il 14,4% di persone dai 45 ai 64 anni, e il 3,7% di persone di 65 anni o più. L'età media era di 23 anni. Per ogni 100 femmine c'erano 89,2 maschi. Per ogni 100 femmine dai 18 anni in giù, c'erano 90,1 maschi.
Il reddito medio di un nucleo familiare era di 21.791 dollari e quello di una famiglia era di 21.706 dollari. I maschi avevano un reddito medio di 18.021 dollari contro i 11.500 dollari delle femmine. Il reddito pro capite era di 6.300 dollari. Circa il 36,5% delle famiglie e il 40,8% della popolazione erano sotto la soglia di povertà, incluso il 46,5% di persone sotto i 18 anni e l'11,5% di persone di 65 anni o più.